# Джеймс Міррліс
Сер Дже́ймс Алекса́ндр Мі́ррліс (англ. sir James Alexander Mirrlees; *5 червня 1936, Нью-Стевард) — шотландський економіст. Лауреат Нобелівської премії з економіки 1996 року «за дослідження в області інформаційної асиметрії».
У 1957 Джеймс Міррліс закінчив університет в Единбурзі за спеціальністю математика. Потім зайнявся вивченням економічних проблем і у 1963 отримав ступінь доктора наук в Кембриджському університеті. Викладав в Оксфорді і Кембриджі.
Внесок Джеймса Міррілса в економічну науку пов'язаний з дослідженнями в області економіки суспільного сектора. Він провів серйозні дослідження оптимального оподаткування товарів. Але найзначнішими вважаються його розробки в області економіки інформації. Вирішуючи проблему оптимально прибуткового податку, Дж. Міррілс розробив методологію, що стала основою практично всіх досліджень, в області економіки інформатики. На його думку, перерозподіляючи корисності в суспільстві повинно проходити за допомогою податку на прибуток, при цьому податкова шкала повинна бути однакова для всіх громадян.
У 70-х рр. Дж. Міррілс публікує серію статей з аналізом проблеми морального ризику, застосовуючи цей аналіз до страхування і до проблеми мотивації індивідів і груп всередині фірм. В роботі по внутрішньофірмовій організації (1976) Дж. Міррілс проаналізував стимулюючу дію різних систем оплати праці, а також ієрархічну структуру управління. В результаті проведеного дослідження він прийшов до висновку, що винагорода на нижчих рівнях управління повинна мати форму фіксованого окладу, тоді як для вищої ланки менеджерів переважнішою є оплата, що залежить від прибутку фірми.
1. ↑  In Memoriam: Sir James Mirrlees (1936-2018)
2. ↑  Munzinger Personen
3. 1 2 3 4 5 6 7 8 9 10 11 12 13 14 15 16 17 18  Математичний генеалогічний проєкт — 1997.
4. ↑  http://finance.wharton.upenn.edu/~allenf/download/Vita/VITA-Allen-Apr10.pdf
5. ↑  https://www.riss.kr/link?id=T8436472
6. ↑  www.ae-info.org
7. ↑  https://www.econometricsociety.org/society/organization-and-governance/fellows/memoriam